# Ar-Raed FC
Ar-Raed Football Club (arabsky: نادي الرائد السعودي) je saúdskoarabský fotbalový klub z měta Burajda, který byl založen roku 1954. Klub hraje nejvyšší saúdskoarabskou ligu Saudi Pro League. Své domácí zápasy hraje na King Abdullah Sport City Stadium s kapacitou 25 000 míst.